# Carl Holm
Carl Holm, född 1701, begravdes 25 mars 1762 i Uppsala domkyrkoförsamling, Uppsala, var en svensk amatörorgelbyggare, vagnmakare och akademismed i Uppsala. han var även rådman.

## Biografi
Carl Holm var troligtvis självlärd som orgelbyggare och samarbetade tidvis med sin bror och vagnmakaren Anders Holm.
Han var bosatt i Uppsala tillsammans med sin hustru Anna Catharina Freidenberg på kvarter Näktergalen 2. Holm begravs 25 mars 1762 i Uppsala domkyrkoförsamling, Uppsala.
Han var lärare i orgelbyggeri åt bland annat Jacob Westervik och Petter Qvarnström.

## Orgelverk
| År        | Ursprunglig kyrka        | Stift      | Manualer | Pedal | Stämmor    | Bevarad orgel/fasad | Övrigt |
| --------- | ------------------------ | ---------- | -------- | ----- | ---------- | ------------------- | --- |
| 1737      | Hospitalskyrkan, Uppsala | Uppsala    |          |       |            |                     | |
| 1739/1752 | Skogs-Tibble kyrka       | Uppsala    |          |       | 5          | Nej/Nej             | |
| 1741/1748 | Roslags-Kulla kyrka      | Uppsala    |          |       | 7          | Nej/Nej             | Orgeln skänktes av baron Magnus E. Flemming. |
| 1747–1749 | Rasbo kyrka              | Uppsala    |          |       | 5 eller 11 | Nej/Ja              | Påbörjad av Olof Hedlund, Stockholm som avled innan den fullbordades. Arbetet Fullbordades av Carl Holm. Orgeln kostade 5600 daler. |
| 1751      | Biskopskulla kyrka       | Uppsala    |          |       | 8          | Nej/Nej             | |
| 1752      | Rödöns kyrka             | Härnösands |          |       | 8          | Nej/Nej             | Orgeln hade 3 bälgar. Den nedmonterades på 1820-talet. Johan Gustaf Ek, Torpshammar renoverades och återuppsatte orgeln 1839. 1883 reparerades orgeln och tillbyggd av Carl Olof Christensson Lindgren, Häggenås med en stämma. 1923 förstördes orgeln i en brand och endast väderlådan och klaviaturen räddades. |
| 1753      | Näskott kyrka            | Härnösands |          |       | 5          | Ja/Nej              | Kontrakt skrevs med Carl Holm men byggdes av Petter Qvarnström, Sundsvall. Delar av orgeln är magasinerade på kyrkvinden.[källa behövs] |
| 1753      | Offerdals kyrka          | Härnösands | 1        | -     | 8          | Nej/Nej             | 1767/1768 renoverades och tillbygges med bihängd pedal av Petter Qvarnström, Sundsvall. |
| 1754      | Holms kyrka, Uppland     | Uppsala    |          |       | 6          | Ja/Nej              | |
| 1757      | Rasbokils kyrka          | Uppsala    |          |       | 11         | Nej/Nej             | Orgeln skänktes i testamente efter kapten Johan Conrad Sternfeldt. |
| 1759      | Hjälstads kyrka          | Skara      |          |       | 5          | Nej/?               | |
| 1759      | Tuna kyrka, Uppland      |            |          |       |            |                     | |
| 1761      | Vassunda kyrka           | Uppsala    |          |       | 7          | Nej/Nej             | [ 11 ] |
| 1761      | Gottröra kyrka           | Uppsala    |          |       | 4          | Nej/Nej             | [ 11 ] |

### Övrigt
| År              | Ursprunglig kyrka    | Stift   | Manualer | Pedal        | Stämmor | Bevarad orgel/fasad | Övrigt |
| --------------- | -------------------- | ------- | -------- | ------------ | ------- | ------------------- | --- |
| 1745            | Åkerby kyrka         | Uppsala | 1        | Bihängd      | 7       | Ja/Ja               | Flyttade en orgel 1745 från Tierps kyrka till Åkerby kyrka tillsammans med brodern Anders Holm, Uppsala. Den var byggd 1650 av Nils Bruce. |
| 1741–1742       | Tuna kyrka, Uppland  | Uppsala | 1        |              |         | Nej/Nej             | 1663 byggdes ett positiv med 4 stämmor på en läktare över sakristidörren. Orgeln bekostades av riksrådet Göran Fleming. Den renoverades och tillbyggdes 1741–1742 med ett 5 stämmigt pedalverk av Holm. Som skänktes av inspektor Carl Hylting.                     |
| 1751            | Dalby kyrka, Uppland | Uppsala |          |              |         |                     | Reparerar en orgel. Orgeln var skänkt 1659 av Knut Posse på Hammarskog. |
| 1757 eller 1759 | Stavby kyrka         | Uppsala | 1        | Självständig | 8       | Nej/Nej             | 1731 byggde Daniel Stråhle en orgel med fyra stämmor till kyrkan. Orgeln förärades av general Anders Gyllenclou och Christina Magdalena Lagercrona. 1759 byggde Carl Holm om orgeln till åtta stämmor. Ombyggnationen bekostades av baron Anders Adolph Lagercrona. |